# Ulica św. Wincentego w Warszawie

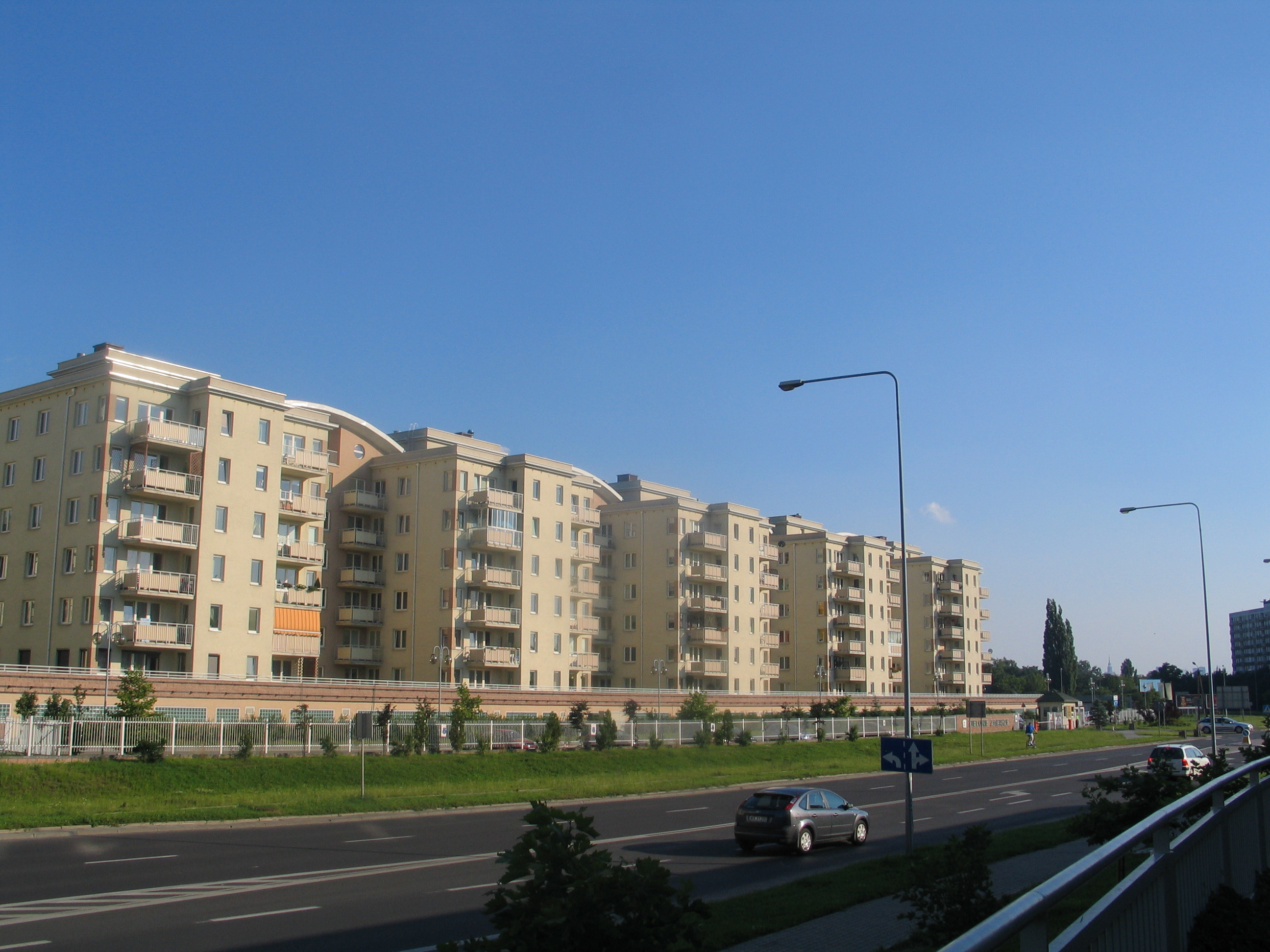
Osiedle Zielone Zacisze, blok przy ul. św. Wincentego 110

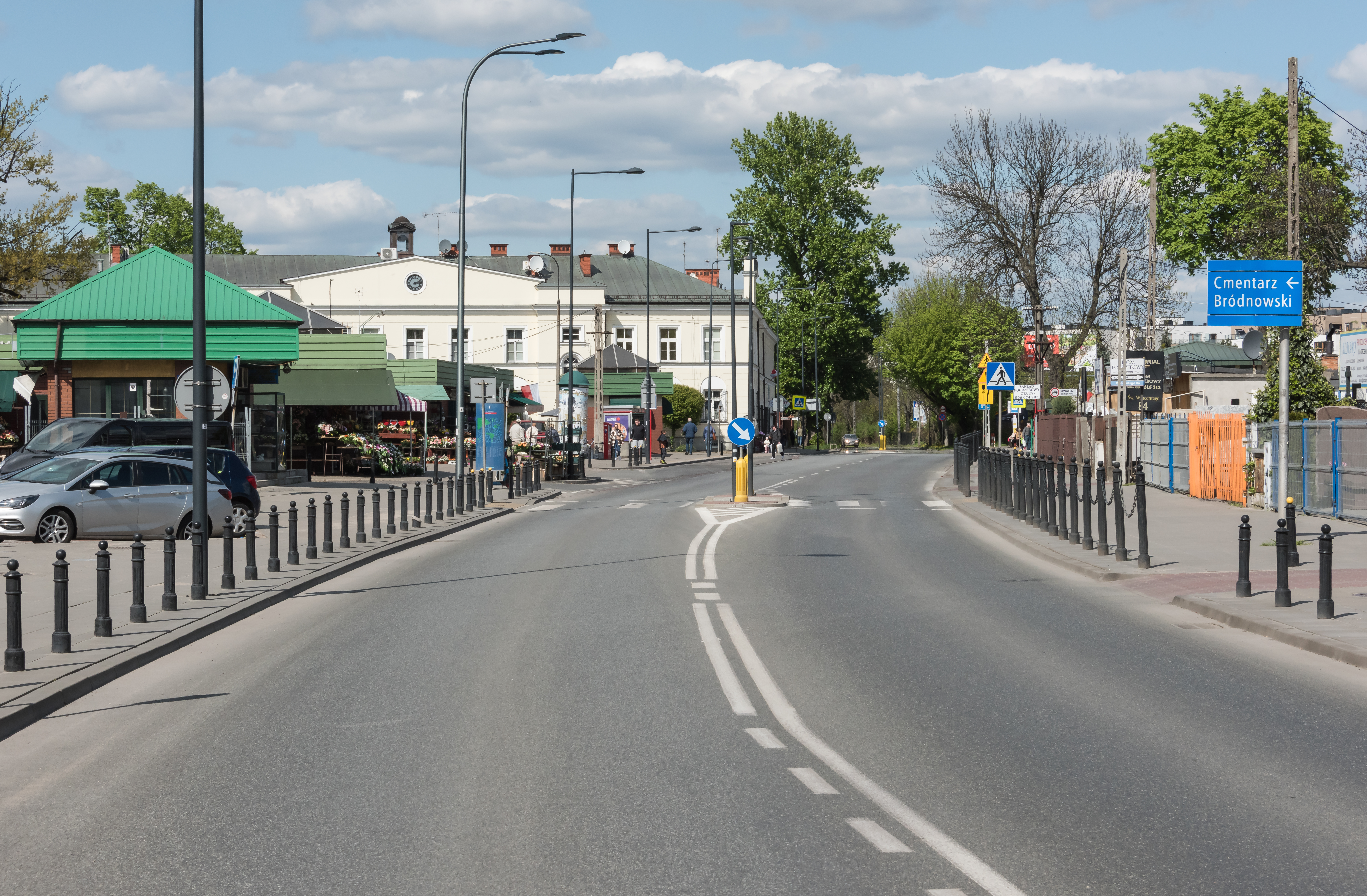
Ulica na wysokości cmentarza Bródnowskiego

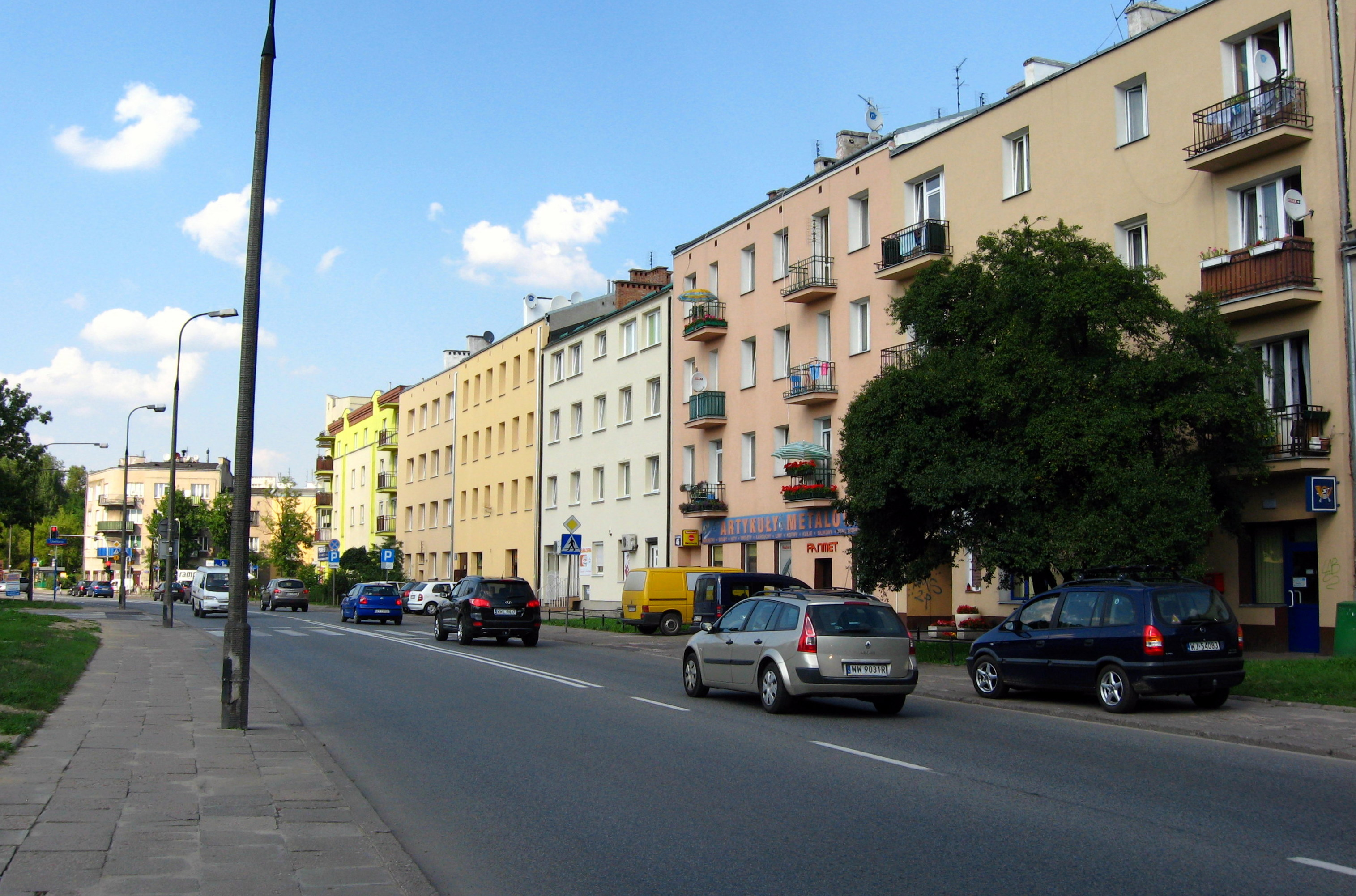
Ulica św. Wincentego, widok w stronę ulicy Kołowej

Ulica św. Wincentego – ulica w dzielnicy Targówek w Warszawie, biegnąca od ronda Żaba do skrzyżowania z ulicą Malborską.

## Przebieg
Ulica zaczyna się od ronda Żaba i prowadzi w kierunku północno-wschodnim, kończy się na skrzyżowaniu z ulicą Malborską. Przedłużeniem ulicy jest ul. Głębocka. Numeracja nieparzysta obejmuje numerację od 19 do 103, a parzysta od 6 do 130.
Równolegle do ulicy św. Wincentego (na odcinku od skrzyżowania z ul. Kondratowicza do skrzyżowania z ul. Malborską) biegnie ścieżka rowerowa. 

## Pochodzenie nazwy
Patronem ulicy jest św. Wincenty à Paulo.

## Historia
Szlak łączący Pragę i Nieporęt istniał przed XV wiekiem, droga ta była oznaczana na wszystkich starych mapach. Prowadziła przez wieś Stare Bródno, której historia sięga XV wieku. Przy drodze znajdowały się dwie karczmy i dwa wiatraki, podczas bitwy w 1656 o nią toczyły się walki. Bitwa, która trwała od 28 do 30 lipca 1656, przyniosła Staremu Bródnu zagładę. Po ustąpieniu Szwedów założono dwunastołanowy folwark. 
W 1780 Szmul Zbytkower założył za Rogatkami Bródnowskimi cmentarz żydowski, jego główne wejście wychodziło na dzisiejszą ulicę świętego Wincentego. Wówczas była to droga narolna, prawdopodobnie z luźną zabudową. W XIX wieku zaczęto nazywać ją Drogą Bródnowską, prowadziła obok folwarku Bródno. Za cmentarzem żydowskim znajdowała się wiejska zabudowa, a za nią strzelnica wojskowa, glinianki, piaskarnie zwane Łysymi Górami, których część należała do Rady Miejskiej Dobroczynności Publicznej. 
Po 1850 folwark został przekazany w użytkowanie Szpitalowi św. Ducha, który prowadził tam uprawy i hodowlę zwierząt na własne potrzeby. W 1883 magistrat zakupił 65 hektarów od Rady Dobroczynności pod budowę cmentarza. Cmentarz Bródnowski otwarto 21 listopada 1884 i tę datę uznaje się za początek przemiany wiejskiej drogi w miejską ulicę. Odcinek od Rogatek Bródnowskich do bramy cmentarnej został utwardzony, a wzdłuż drogi zaczęły powstawać zakłady kamieniarskie. Okolica cmentarza zyskała wówczas własny folklor tworzony przez kamieniarzy, wozaków i grabarzy. Vis a vis bramy głównej cmentarza na parterze domu numer 84 powstała legendarna restauracja "Krańcowa", gdzie organizowano konsolacje, których przebieg często był dość oryginalny. 
W 1916 rozszerzono granice miasta i w ten sposób odcinek do końca muru cmentarnego znalazł się w Warszawie i otrzymał za patrona świętego Wincentego à Paulo, którego wezwanie nosił wybudowany na terenie cmentarza drewniany kościół. Problemem był w tamtych czasach brak transportu miejskiego dla odwiedzających cmentarza oraz bardzo duża liczba konduktów ciągnących od strony miasta. W 1927 teren cmentarza został otoczony murem, którego kilometrowy odcinek przylega do ulicy świętego Wincentego. 
W 1932 rozpoczęto budowę linii tramwajowej, 26 października 1933 uruchomiono linię tramwajową "6A", która połączyła plac Narutowicza przez Śródmieście z bramą cmentarną. Ówczesny wygląd ulicy można prześledzić na filmach dokumentujących pogrzeb Romana Dmowskiego, który miał miejsce 7 stycznia 1939. 
10 września 1939 ulica św. Wincentego stała się jednym z celów ataku bombowego wojsk niemieckich. Podczas obrony Warszawy teren cmentarza był szańcem obronnym 20 Dywizji Piechoty Wojska Polskiego. 
Podczas okupacji folwarkiem zarządzała spółka niemiecka, która do prac polowych wykorzystywała robotników przymusowych. Próby kradzieży żywności kończyły się egzekucją, ciała grzebano potajemnie nocami. Po wybuchu Powstania warszawskiego hitlerowcy urządzili łapankę, zatrzymywano mężczyzn udających się w kierunku Śródmieścia, egzekucja siedemnastu z nich miała miejsce pod ścianą domu przy ulicy św. Wincentego 44a. U zbiegu z ulicą Oszmiańską rozstrzelano dwóch dowódców XXVI obwodu Armii Krajowej ps. „Rokita” i „Kruk”. 
Po 1945 ulica nadal posiadała nawierzchnię brukowaną, strona nieparzysta była zabudowana drewnianymi, a parzysta murowanymi domami, komunistyczne władze zmieniły nazwę na "Wincentego", a folwark stał się Państwowym Gospodarstwem Rolnym. W 1951 kolejny raz rozszerzono granice miasta, tym razem do Warszawy przyłączono tereny na północ od cmentarza, tereny folwarku, wieś Stare Bródno, Stefanówek, Ustronie, ulica potroiła swoją długość i objęła całą Drogę Bródnowską kończąc się na ulicy Wielkiego Dębu. 
W latach 1957–1960 powstał kościół pw. Matki Bożej Częstochowskiej (nr. 81). Od lipca 1960 do Starego Bródna wydłużono linię autobusową "120", pętla znajdowała się na placu przy zbiegu Wincentego, Ostródzkiej i Malborskiej. 30 marca 1969 zlikwidowano trakcję tramwajową (linie "2" i "34" skierowano na Bródno ulicą Odrowąża) i zastąpiono ją linią autobusową "169bis". Od października 1969 odcinek pomiędzy ulicami Odrowąża i Kondratowicza zaczęła pokonywać linia "169". Linię tramwajową zlikwidowano ponieważ ulica miała ulec rozbudowie poprzez poszerzenie, dodanie szerokich chodników i zieleńców. W związku z tym od połowy 1967 rozpoczęto wyburzanie nieparzystej i część parzystej pierzei, do prac związanych z rozbudową nigdy nie przystąpiono. 
Pomiędzy 1970 a 1972 za cmentarzem wybudowano pawilon handlowo-usługowy i dwa punktowce, pierwsze nowoczesne bloki mieszkalne z adresem przy ulicy świętego Wincentego (numery 85, 87, 89). Rozbudowa osiedla Bródno sprawiła, że wiosną 1978 przecięto bieg ulicy, zlikwidowano odcinek pomiędzy ulicą Wacława Tokarza a Rzepichy. Od tego czasu funkcjonowały dwa odcinki ulicy, odcinek „bródnowski” i oddalony od niego o ponad kilometr odcinek na terenie Białołęki. Fragment pomiędzy ulicą Ludwika Kondratowicza a Ostródzką został włączony do ciąg ulicy Malborskiej. W 1993 dodatkowo przecięła je ukończona Trasa Toruńska. W 1994 rozpoczęto przebudowę skrzyżowania ulic Odrowąża, św. Wincentego i Praskiej, wybudowano Rondo Żaba. Zburzono wówczas piekarnię mieszczącą się pod numerem 2, zakład kamieniarski i bar "Smrek" pod numerem 1. Przestał też istnieć targ warzywny pod numerem 4/6, teren ten zajmuje obecnie stacja paliw. W 1999 zmieniono przebieg odcinka ulicy pomiędzy ulicą Franciszka Groera a ulicą Kondratowicza. Wybudowano nową jezdnię przez teren należący do tego czasu do PGR, w 2000 rozpoczęto po jego wschodniej stronie budowę osiedla Zielone Zacisze (proj. Maria Janusz-Myszkiewicz i Sławomir Grygorczuk). W 2003 rozpoczęto budowę przedłużenia ulicy na północ, w 2005 nowa jezdnia stała się połączeniem dotychczasowego przebiegu ulicy świętego Wincentego i ulicy Głębockiej. 17 grudnia 2003 uchwała dzielnicy Białołęka zmieniła nazwę pozostałego na jej terenie odcinka ulicy na Ojca Aniceta.

## Najważniejsze obiekty
- Dom Paprockich
- Cmentarz żydowski
- Cmentarz Bródnowski
- Urząd Dzielnicy Targówek m.st. Warszawy
- PGR „Bródno“
- Stacja metra Kondratowicza